# Dreams come true (Hey! Say! JUMPの曲)
「Dreams come true」（ドリームズ・カム・トゥルー）は、Hey! Say! JUMPの2ndシングルである。2008年5月21日にジェイ・ストームから発売。

## 概要
- 前作「Ultra Music Power」から約6ヶ月振りのリリース。

- 初回限定盤・通常盤の2形態での発売。

- 表題曲は、フジテレビ・TBS系 『北京オリンピックバレーボール世界最終予選』のイメージソングである。

- 通常盤には、メンバーの髙木雄也が歌う「俺たちの青春」と、メンバーが歌う「Chance to Change」のカップリング2曲を収録。「俺たちの青春」は、高木出演 日本テレビ系 土曜ドラマ『ごくせん 第3シリーズ』の挿入歌、「Chance to Change」は、フジテレビ系 『春の高校バレー』のテーマソングであり、CMにも曲の一部が使用されている。

- 初回限定盤のDVDには、表題曲のビデオ・クリップ+メイキングを収録。

- 通常盤には、オリジナル・カラオケ3曲を収録。

## 「俺たちの青春」について
サビのコーラスは、ジャニーズWEST(当時B.A.D.) の中間淳太と桐山照史が参加している。ジャニーズJr.のオリジナル曲「ジタバタ純情」がベースで、歌詞とテンポを変更した。

## チャート成績
オリコン週間シングルチャートでは、デビュー曲「Ultra Music Power」から2作（前身グループのHey! Say! 7を含めると3作）連続で首位を獲得。

## 収録曲

### CD
※「俺たちの青春」以降、通常盤のみ収録。
1. Dreams come true
作詞: 久保田洋司、作曲: 馬飼野康二、編曲: CHOKKAKU
  - フジテレビ・TBS系 『北京オリンピックバレーボール世界最終予選』イメージソング
2. 俺たちの青春 - 髙木雄也
作詞: 久保田洋司、作曲: 馬飼野康二、編曲: 石塚知生
  - 髙木雄也出演 日本テレビ系 土曜ドラマ『ごくせん 第3シリーズ』挿入歌
3. Chance to Change
作詞: MSS、作曲: 馬飼野康二、編曲: 岩田雅之
  - フジテレビ系 『春の高校バレー』テーマソング
4. Dreams come true（オリジナル・カラオケ）
5. 俺たちの青春（オリジナル・カラオケ）
6. Chance to Change（オリジナル・カラオケ）

### DVD
※初回限定盤のみ
1. 「Dreams come true」ビデオ・クリップ+メイキング